# Alliance pour la Démocratie et la Fédération - Rassemblement Démocratique Africain
| Alliance pour la Démocratie et la Fédération - Rassemblement Démocratique Africain | Alliance pour la Démocratie et la Fédération - Rassemblement Démocratique Africain |
| ---------------------------------------------------------------------------------- | ---------------------------------------------------------------------------------- |
| Gründungsdatum:                                                                    | 1998 (RDA:1946)                                                                    |
| Gründungsort:                                                                      | Ouagadougou (RDA: Bamako)                                                          |
| Parteivorsitzender:                                                                | Gilbert Ouédraogo                                                                  |
| Wähleranteil:                                                                      | 12,5 % (2007)                                                                      |
| Website:                                                                           |                                                                                    |

Die Alliance pour la Démocratie et la Fédération - Rassemblement Démocratique Africain, ADF-RDA ist eine Partei aus dem westafrikanischen Staat Burkina Faso.

## Ideologie
Ursprünglich orientierte sich die ADF-RDA an den Idealen des Panafrikanismus, heute definiert sich die ADF-RDA in ihrem politischen Programm als vage sozialliberal. Sie gehört als nationale Sektion dem Rassemblement Démocratique Africain, RDA an.

## Geschichte
Die ADF-RDA ist 1998 in der heutigen Form aus einer Fusion zwischen verschiedenen kleineren Parteien und der ADF mit dem traditionsreichen Rassemblement Démocratique Africain, RDA hervorgegangen, in dessen programmatischer Tradition sie sich bis heute sieht. Die ADF-RDA ist von der Wählerstärke her betrachtet eine der konstantesten Parteien Burkina Fasos. Bereits an den Parlamentswahlen vom 24. Mai 1992 und 11. Mai 1997, welche von der ADF und dem RDA noch unabhängig voneinander bestritten wurden, kamen sie zusammen auf einen ähnlichen Wähleranteil von rund 13 %.
Der erste Präsident Burkina Fasos, Maurice Yaméogo, seines Zeichens Mitglied der RDA, fusionierte gleich nach der Unabhängigkeit die RDA mit einigen kleineren Parteien zur Union Démocratique Voltaïque (UDV), und verbot oppositionelle Parteien. Damit bestimmte von 1960 bis 1966 die UDV als einzige Partei die Politik Burkina Fasos.
Seit 2006 ist sie Mitglied in der Liberalen Internationalen.

## Aktuelle Politik
Die ADF-RDA ist heute ein kleiner Koalitionspartner des dominierenden Congrès pour la démocratie et le progrès, CDP. Sie stellt mit dem Parteipräsidenten Gilbert Noël Ouédraogo (Verkehrsminister) und Hyppolite Ouédraogo (delegierter Minister für technische und berufliche Bildung) zwei von insgesamt 34 Ministern der aktuellen Regierung unter Yonli.
Bei den Parlamentswahlen vom 6. Mai 2007 musste die ADF-RDA leichte Verluste hinnehmen. Sie verliert drei ihrer bisherigen 17 Sitze, bleibt aber damit mit 14 von insgesamt 111 Sitzen immer noch zweitstärkste Partei im Parlament. Eine ähnliche Wählerstärke von rund 13 % erreichte die ADF-RDA auch bei den Kommunalwahlen 2006.